# BMT Broadway Line
BMT Broadway Line est une ligne (au sens de tronçon du réseau) souterraine du métro de New York qui dessert l'arrondissement de Manhattan.
Issue de l'ancien réseau de la Brooklyn Rapid Transit Company (BRT), devenue Brooklyn-Manhattan Transit Corporation (BMT) et construite dans le cadre des Dual Contracts, elle fait aujourd'hui partie de la Division B. Elle constitue l'une des lignes principales (trunk lines) du réseau qui donnent leur couleur (en l’occurrence le jaune) aux dessertes (services) qui les empruntent. La ligne, inaugurée en 1917 comporte aujourd'hui 16 stations, et doit son nom du fait que la plupart de son tracé est situé en dessous de Broadway.
Elle est empruntée par les services de desserte : ligne N, ligne Q, ligne R et ligne W.

## Histoire

### 1907-1912: Du projet au début des travaux

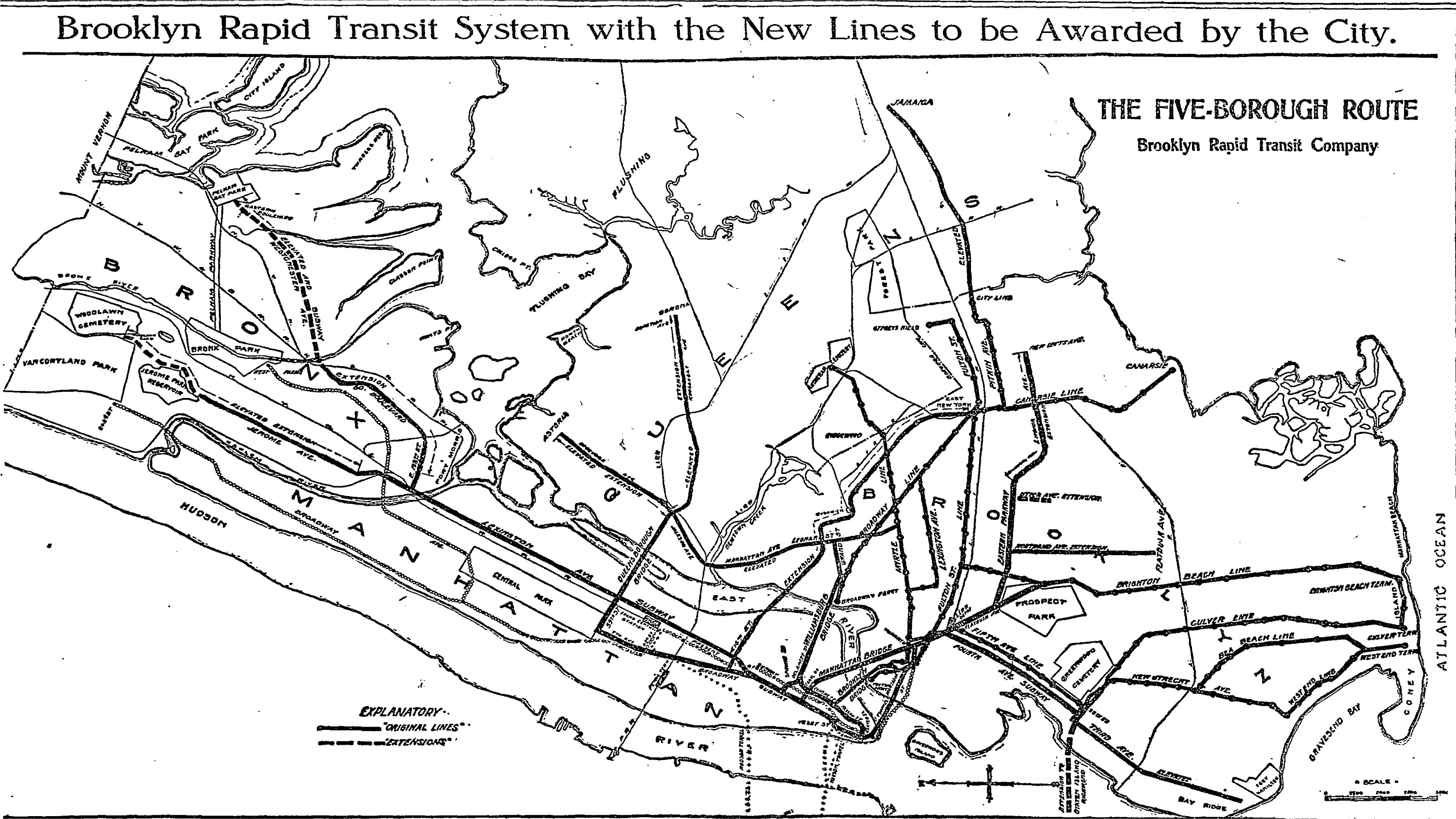
Plan proposé par la BRT en 1911.

Le 31 décembre 1907, la New York Public Service Commission (en) approuve le projet de construction de ce qui s'appelait alors la Broadway–Lexington Avenue. Cette ligne doit débuter à Battery Park, puis passer sous Greenwich Street, la Vesey Street, Broadway, la 9e rue, et des propriétés privées jusqu'à Irving Place, puis la Lexington Avenue jusqu'à la Harlem River. Son parcours doit ensuite continuer dans le Bronx, avec une séparation des voies au croisement de Park Avenue et de la 138e rue, l'une continuant vers le nord le long de la Jerome Avenue jusqu'au cimetière de Woodlawn, et l'autre suivant la 138e rue en direction du nord-est jusqu'au Pelham Bay Park. L'approbation d'un Tri-borough plan (Manhattan-Bronx-Brooklyn) début 1908 inclut cette ligne, mais également le Centre Street Loop Subway qui est alors en cours de construction à Manhattan, le Fourth Avenue Subway à Brooklyn, le Canal Street Subway qui doit être connecté au Fourth Avenue Subway via le pont de Manhattan et rejoindre l'Hudson, ainsi que plusieurs autres lignes à Brooklyn,.
Le 2 mars 1911, la Brooklyn Rapid Transit Company (BRT) soumet une proposition à la New York Public Service Commission pour obtenir la construction puis la gestion du réseau « tri borough », au sud de Church Street plutôt que de Greenwich Street, de même que d'une section le long de Broadway, la Septième Avenue et la 59e Rue, du nord de Ninth Street et à l'est du pont de Queensboro. Dans ce projet, le Canal Street Subway doit fusionner avec la Broadway Line plutôt que d'être prolongé vers l'Hudson River. La ville, la BRT et l'Interborough Rapid Transit Company (IRT) (le gestionnaire des premières lignes souterraines du réseau et de quatre lignes aériennes à Manhattan) trouvent un accord, et envoient un rapport au Board of Estimate le 5 juin 1911. La nouvelle ligne passant sous Broadway doit être confiée à la BRT, tandis que l'IRT doit obtenir le chantier de l'IRT Lexington Avenue Line qu'il est prévu de relier, à ses lignes existantes à la station Grand Central – 42nd Street. Les travaux sur Lexington Avenue débutent le 31 juillet 1911, et sont lancés sur la Broadway Line l'année suivante. Les Dual Contracts, encadrant la construction des nouvelles lignes avec l'IRT et la BRT sont adoptés par la ville un an plus tard, le 19 mars 1913.

### 1912-1920: une construction par étapes

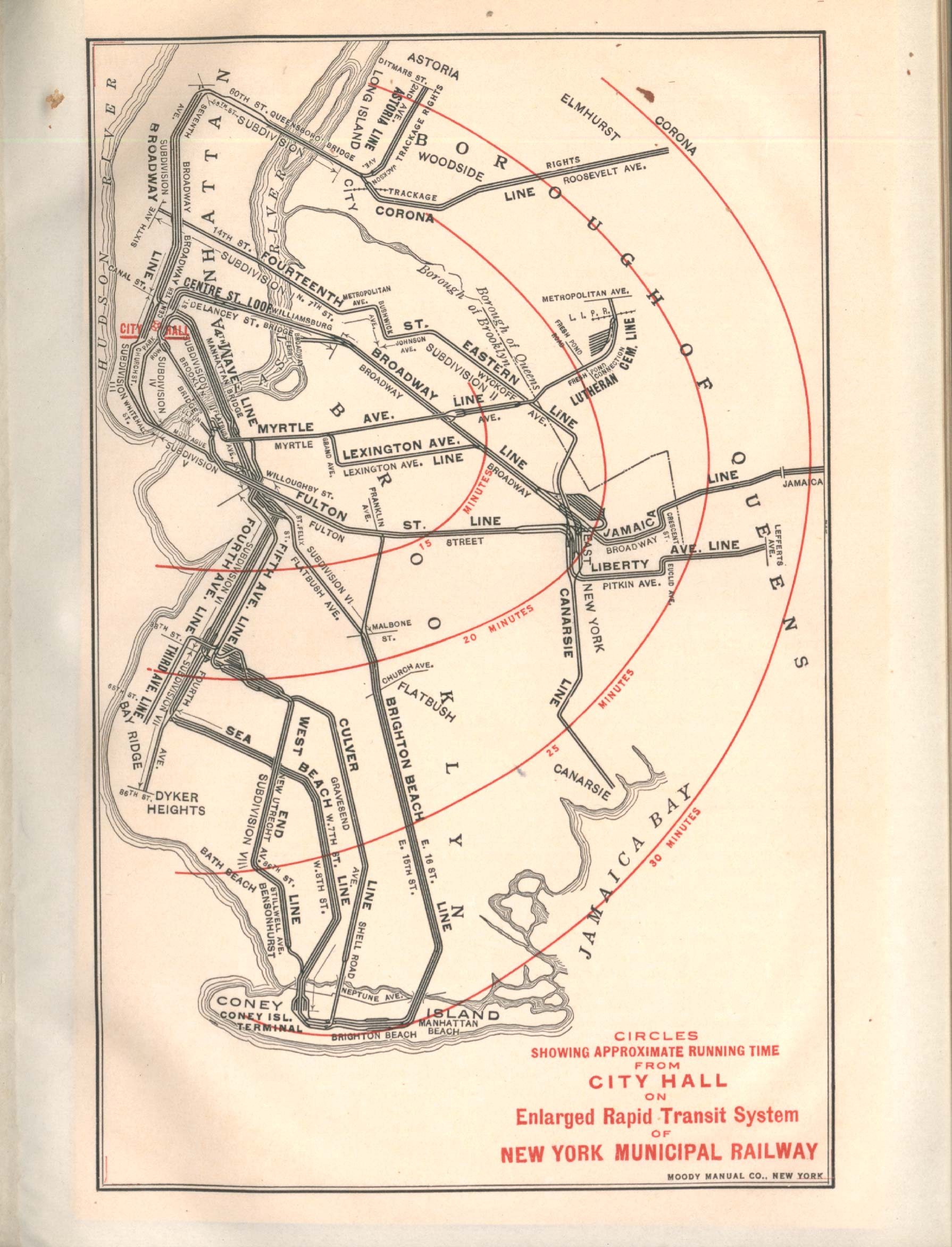
Plan du réseau de la BRT en 1914. On y voit déjà l'intégralité de la future Broadway Line.

Une courte portion de la ligne, partant de l'extrémité nord du pont de Manhattan et passant par la station Canal Street pour rejoindre la station 14th Street – Union Square est ouverte le 4 septembre 1917. Une extension vers le nord en direction de la station Times Square – 42nd Street et au sud vers la station Rector Street (en) est achevée le 5 janvier 1918. D'autres sections sont ouvertes, au sud jusqu'à la station South Ferry – Whitehall Street le 20 septembre 1918, au nord jusqu'à la station 57th Street le 10 juillet 1919. et à l'est jusqu'à la station 59th Street le 1er septembre 1919.
Les deux tunnels passant sous l'East River : le 60th Street Tunnel, situé entre la station Queensboro Plaza et le Montague Street Tunnel, qui est situé avant la station DeKalb Avenue, sont mis en service le 1er août 1920, lors de l'ouverture à l'exploitation de la Broadway Line,.

### Changements de plans et infrastructures inutilisées
La construction de la Broadway Line fut marquée par la l'enchevêtrement de plusieurs plans qui furent successivement adoptés, et qui entraînèrent la construction de plusieurs infrastructures qui ne furent finalement jamais utilisées. Au sud de la station City Hall, la ligne fut construite avec quatre voies. La station fut donc construite en conséquence, les voies omnibus arrivant au niveau supérieur, tandis que les voies express arrivaient à l'étage inférieur, avant de tourner sous Vesey Street pour entrer dans Church Street. Cependant, dans le plan final, la séparation des voies omnibus et express devait avoir lieu une station plus au nord, à Canal Street, afin d'emprunter les voies omnibus du pont de Manhattan. En conséquence, le tunnel au sud de la station City Hall fut ainsi reconstruit pour faire converger les voies omnibus situées au niveau supérieur avec celles situées à un niveau moins élevé au nord de Vesey Street, et le niveau inférieur de la station City Hall ne fut finalement jamais utilisé pour transporter des passagers.
Il y eut également plusieurs infrastructures inutilisées à l'extrémité ouest du pont de Queensboro. Dans le plan initial, deux tunnels à une voie devaient être construits sous la 59e et la 60e rue à Manhattan, puis être reliés à des voies aériennes passant au-dessus du pont en direction du Queens. Cependant, les plans furent modifiés en 1915, impliquant la construction des deux voies sous la 60e rue, et une traversée de l'East River via le 60th Street Tunnel, entre autres du fait de l'importance du trafic de véhicules sur le pont. Une partie du tunnel sous la 59e rue ayant déjà été construite, au même moment que la construction de l'IRT Lexington Avenue Line, cette ébauche fut utilisée comme passage reliant les deux plates-formes latérales de la station 59th Street.
D'autres infrastructures construites à cette époque sont restées inutilisées pendant de nombreuses années au nord de la station 57th Street, où deux terminus de voies express furent installés. Ceux-ci ne furent pas utilisés pendant des décennies, avant d'être finalement rattachés à la 63rd Street Line en 1989. Ces voies furent construites dans le cadre d'un projet qui ne fut jamais réalisé, et qui consistait en la construction d'une ligne allant vers nord-ouest en traversant Central Park, qui devait ensuite passer sous la Huitième Avenue au travers de l'Upper West Side jusqu'à Inwood, c'est-à-dire le long du tracé de la future IND Eighth Avenue Line qui fut construite par la ville quelques années plus tard, et inaugurée en 1932.

## Infrastructure

### Stations
| | Station                           | Voies              | Dessertes       | Ouverture                                                       | Correspondances |
| --- | --------------------------------- | ------------------ | --------------- | --------------------------------------------------------------- | --- |
| Manhattan |                                   |                    |                 |                                                                 | |
| Fusion avec la BMT Astoria Line (N, Q) et la 60th Street Tunnel Connection (R) Passage par le 60th Street Tunnel |                                   |                    |                 |                                                                 | |
| | Lexington Avenue / 59th Street    | Omnibus            | (N) · (Q) · (R) | 1er septembre 1919                                              | IRT Lexington Avenue Line () 63rd Street Line ( avec MetroCard) Roosevelt Island Tramway                                                                                          |
| | Fifth Avenue / 59th Street        | Omnibus            | (N) · (Q) · (R) | 1er septembre 1919                                              | |
| Les voies express commencent au croisement avec la 63rd Street Line (pas de ligne régulière)                     |                                   |                    |                 |                                                                 | |
| | 57th Street – Seventh Avenue      | Express et omnibus | (N) · (Q) · (R) | 10 juillet 1919                                                 | |
| | 49th Street                       | Omnibus            | (N) · (Q) · (R) | 10 juillet 1919                                                 | |
| | Times Square – 42nd Street        | Express et omnibus | (N) · (Q) · (R) | 5 janvier 1918                                                  | IRT Broadway-Seventh Avenue Line () IRT Flushing Line () 42nd Street Shuttle () IND Eighth Avenue Line () à 42nd Street – Port Authority Bus Terminal Port Authority Bus Terminal |
| | 34th Street – Herald Square       | Express et omnibus | (N) · (Q) · (R) | 5 janvier 1918                                                  | IND Sixth Avenue Line () |
| | 28th Street                       | Omnibus            | (N) · (R)       | 5 janvier 1918                                                  | |
| | 23rd Street                       | Omnibus            | (N) · (R)       | 5 janvier 1918                                                  | |
| | 14th Street – Union Square        | Express et omnibus | (N) · (Q) · (R) | 4 septembre 1917                                                | IRT Lexington Avenue Line () BMT Canarsie Line () |
| | Eighth Street-New York University | Omnibus            | (N) · (R)       | 4 septembre 1917                                                | |
| | Prince Street                     | Omnibus            | (N) · (R)       | 4 septembre 1917                                                | |
| | Canal Street                      | Express et omnibus | (N) · (Q) · (R) | 4 septembre 1917 (voies express) 5 janvier 1918 (voies omnibus) | IRT Lexington Avenue Line () BMT Nassau Street Line () |
| Les voies express (N, Q) continuent vers Brooklyn via les voies sud du pont de Manhattan                         |                                   |                    |                 |                                                                 | |
| | City Hall                         | Omnibus            | (N) · (R)       | 5 janvier 1918                                                  | |
| | Cortlandt Street                  | Omnibus            | (N) · (R)       | 5 janvier 1918                                                  | PATH à World Trade Center |
| | Rector Street                     | Omnibus            | (N) · (R)       | 5 janvier 1918                                                  | |
| | South Ferry – Whitehall Street    | Express et omnibus | (N) · (Q) · (R) | 20 septembre 1918                                               | IRT Broadway-Seventh Avenue Line () Ferry de Staten Island |
| Fusionne avec la BMT Nassau Street Line (pas de desserte régulière)                                              |                                   |                    |                 |                                                                 | |
| Continue vers Brooklyn via le Montague Street Tunnel, prolongée par la Fourth Avenue Line (N, R)                 |                                   |                    |                 |                                                                 | |

## Exploitation
Les services desserte ligne N (express) et ligne W (omnibus) débutent à la station Astoria – Ditmars Boulevard, située dans le Queens, puis poursuivent leur route par Manhattan, en passant notamment par Union Square et le Washington Square. Ensuite ils se séparent après la station Canal Street. Le service desserte ligne R (omnibus), débute à la station Forest Hills – 71st Avenue, dans le Queens, puis rejoint les lignes N et W après le 60th Street Tunnel via la 60th Street Tunnel Connection. Le service ligne Q (express), qui à comme terminus la station 96th Street, située à l'est de Manhattan, sur la nouvelle section mise en service dans le cadre de la création du Second Avenue Subway, rejoint les trois lignes, N, W et R, à la station 57th Street – Seventh Avenue. Les services desserte de la ligne N et la ligne Q, achèvent leur parcours près de Coney Island, au sud de Brooklyn tandis que la desserte ligne R a son terminus à la station Bay Ridge Avenue (en), dans Brooklyn. Le service desserte ligne W effectue son terminus au sud de Manhattan, à la station South Ferry – Whitehall Street.
|     | Service | Parcours desservi                                                                    |
| --- | ------- | ------------------------------------------------------------------------------------ |
| (N) | Express | De Astoria – Ditmars Boulevard (Queens) à Coney Island – Stillwell Avenue (Brooklyn) |
| (Q) | Express | De 96th Street (Manhattan) à Coney Island – Stillwell Avenue (Brooklyn)              |
| (R) | Omnibus | De Forest Hills – 71st Avenue (Queens) à Bay Ridge (Brooklyn)                        |
| (W) | Omnibus | De Astoria – Ditmars Boulevard (Queens) à Whitehall Street (Manhattan)               |

## Biographie
- (en) James Blaine Walker, Fifty Years of Rapid Transit, 1864 to 1917, New York City, Law Printing Co., 1918, 291 p. (lire en ligne).